# Falla de les Highlands

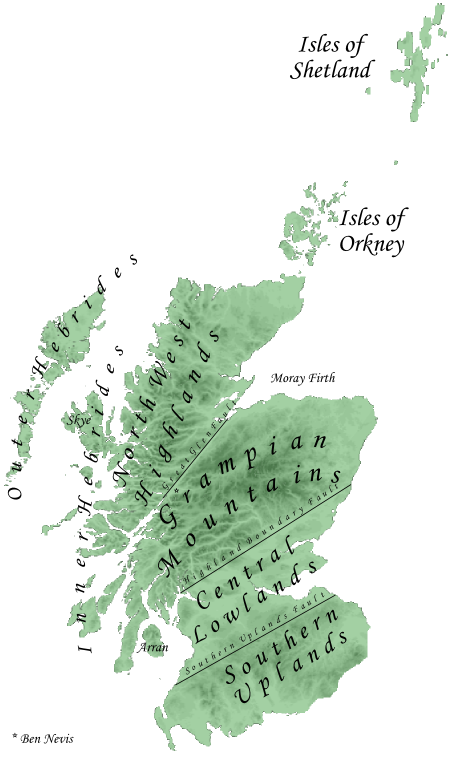
Les divisions geogràfiques principals d'Escòcia

La falla de les Highlands, o línia de falla de les Highlands (en anglès: Highland Boundary Fault), és una falla geològica que travessa Escòcia diagonalment des d'Arran i Helensburgh a la costa oest fins a Stonehaven a l'est. Separa dues regions diferents: les Highlands (terres altes) de les Lowlands (terres baixes).
Els dos esdeveniments geològics principals que han afectat Escòcia foren primer la formació del supercontinent Pangea i després el trencament de Pangea i la formació dels continents actuals.
Aquesta falla és la del mig de tres grans falles que discorren del sud-est al nord-oest a través d'Escòcia. Al nord, hi ha la falla Great Glen Fault, i al sud la Southern Uplands Fault. Més cap al sud, just a la frontera amb Anglaterra, hi ha la Iapetus Suture, on es va tancar el paleoocea Iapetus.

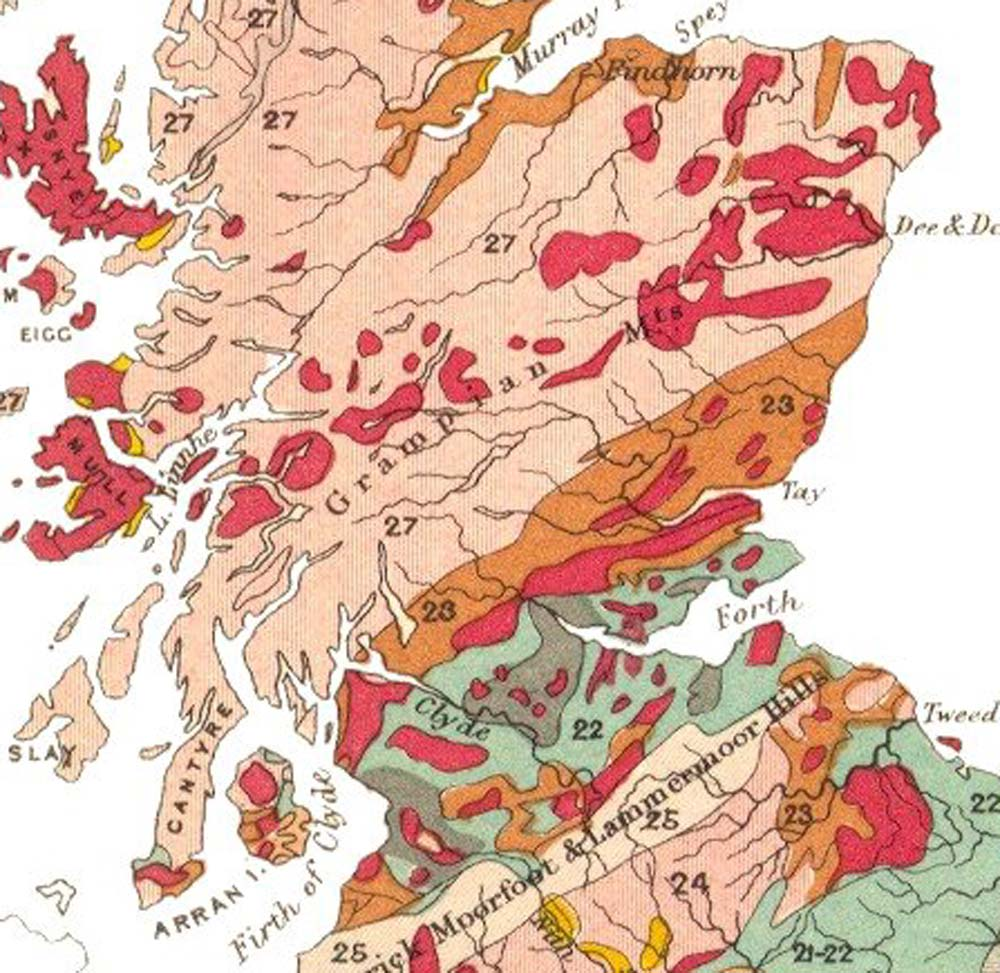
Mapa geològic d'Escòcia central. La falla divideix els dipòsits Old Red Sandstone i devonians (marronós, núm. 23, al centre) dels dipòsits metamòrfics i arqueans (rosat, núm. 27)

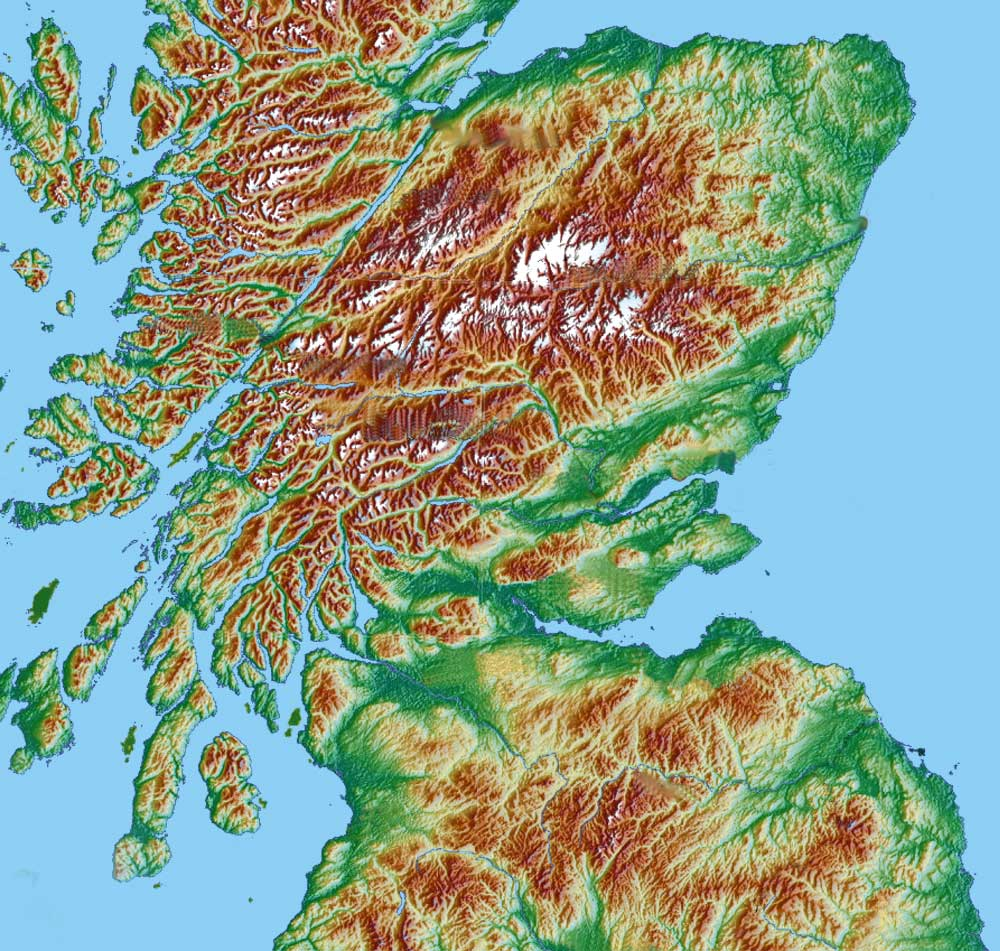
Mapa topològic de l'Escòcia central. Les altituds més baixes (verdoses) estan separades de les altituds majors (marronoses) per la línia de falla

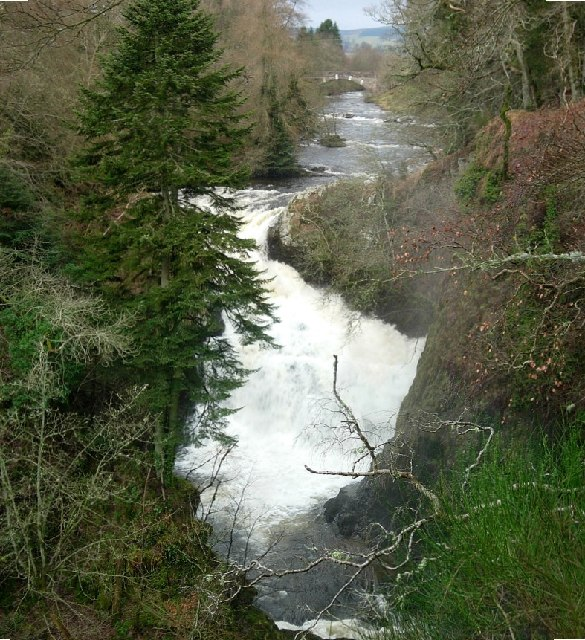
Reekie Linn (smoking pool)

La línia de falles de les Highland va estar activa durant l'orogènesi caledoniana.